# CGN(X) (атомный крейсер)
CGN(X) — проект нового класса атомных ракетных крейсеров для ВМС США. Решение по постройке крейсеров данного типа ещё не принято[уточнить][обновить данные], пока известен лишь приблизительный облик корабля и некоторые его боевые возможности.
В планах ВМС США намечается строительство, для задачи обеспечения ПВО (фактически ПРО) США, не более 5 крейсеров этого типа, в дополнение к 14 планируемым к строительству лёгким крейсерам УРО проекта CG(X).
Однако, планы по строительству этих кораблей атомного класса могут претерпеть изменения в пользу сокращения числа серийных кораблей, либо полной отмены их строительства.
На 2007 г. ВМС США планировали заказать первый CG (X) в 2011 году, финансирование последнего корабля включено в бюджет 2023 г.[обновить данные]
Стоимость одного корабля проекта оценивается в сумму от 4 до 5 млрд долл., а по оценкам отдельных экспертов Конгресса США может повыситься до 7 млрд долл. 